# Richard King (homme d'affaires)
Pour les articles homonymes, voir Richard King et King.
Richard King, né le 10 juillet 1824 à New York et mort à San Antonio le 14 avril 1885, est un homme d'affaires américain, surnommé le « roi du bétail ».

## Biographie
Né dans une famille pauvre d'origine irlandaise, King est engagé comme apprenti chez un bijoutier à Manhattan à l'âge de 9 ans. En 1835, il s'enfuit de son engagement et se cache dans un navire à destination de Mobile en Alabama. Lors de sa découverte, il est adopté par l'équipage et formé à la navigation. Il devient pilote de bateau à vapeur à l'âge de seize ans.
King sert ainsi dans la Marine et prend part en 1842 à la deuxième guerre séminole durant laquelle il rencontre son futur associé, Mifflin Kenedy. Promu capitaine en 1847, il transporte des fournitures pour l'armée américaine lors de la Guerre du Mexique.
Il fonde avec Kennedy, en 1850, une société de transport à vapeur. L'entreprise devient un quasi-monopole sur la rio Grande. Il spécule aussi sur des terres en investissant les profits de la compagnie dans, ce qui va devenir en 1853 le plus grand ranch du monde, King Ranch.
Il meurt d'un cancer de l'estomac à l'Hôtel Menger de San Antonio le 14 avril 1885.
Kingsville au Texas a été nommée en son honneur.
Jules Verne le mentionne dans son roman Le Testament d'un excentrique (partie 1, chapitre V).